# Kap Dalton
Kap Dalton är en udde i Grönland (Kungariket Danmark).   Den ligger i kommunen Sermersooq, i den östra delen av Grönland, 1 300 km öster om huvudstaden Nuuk.
Terrängen inåt land är kuperad. Havet är nära Kap Dalton åt sydost.  Det finns inga samhällen i närheten.